# Jean Mabillon

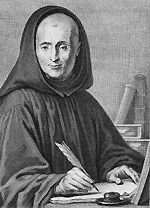
Jean Mabillon

Jean Mabillon (Saint Pierremont, 23 november 1632 – Parijs, 27 december 1707) was een benedictijner monnik, geleerde en historicus in de abdij van Saint-Germain-des-Prés (Parijs) en grondlegger van de oorkondeleer en paleografie.
Mabillon was een belangrijk lid van de hervormingsbeweging die uitging van de congregatie van Saint-Maur. Zijn hoofdwerk De re diplomatica uit 1681 legde de grondbeginselen van de oorkondeleer vast als reactie op de bewering van de bollandist Daniël van Papenbroeck dat de Merovingische oorkonden en heiligenlevens vervalsingen waren.

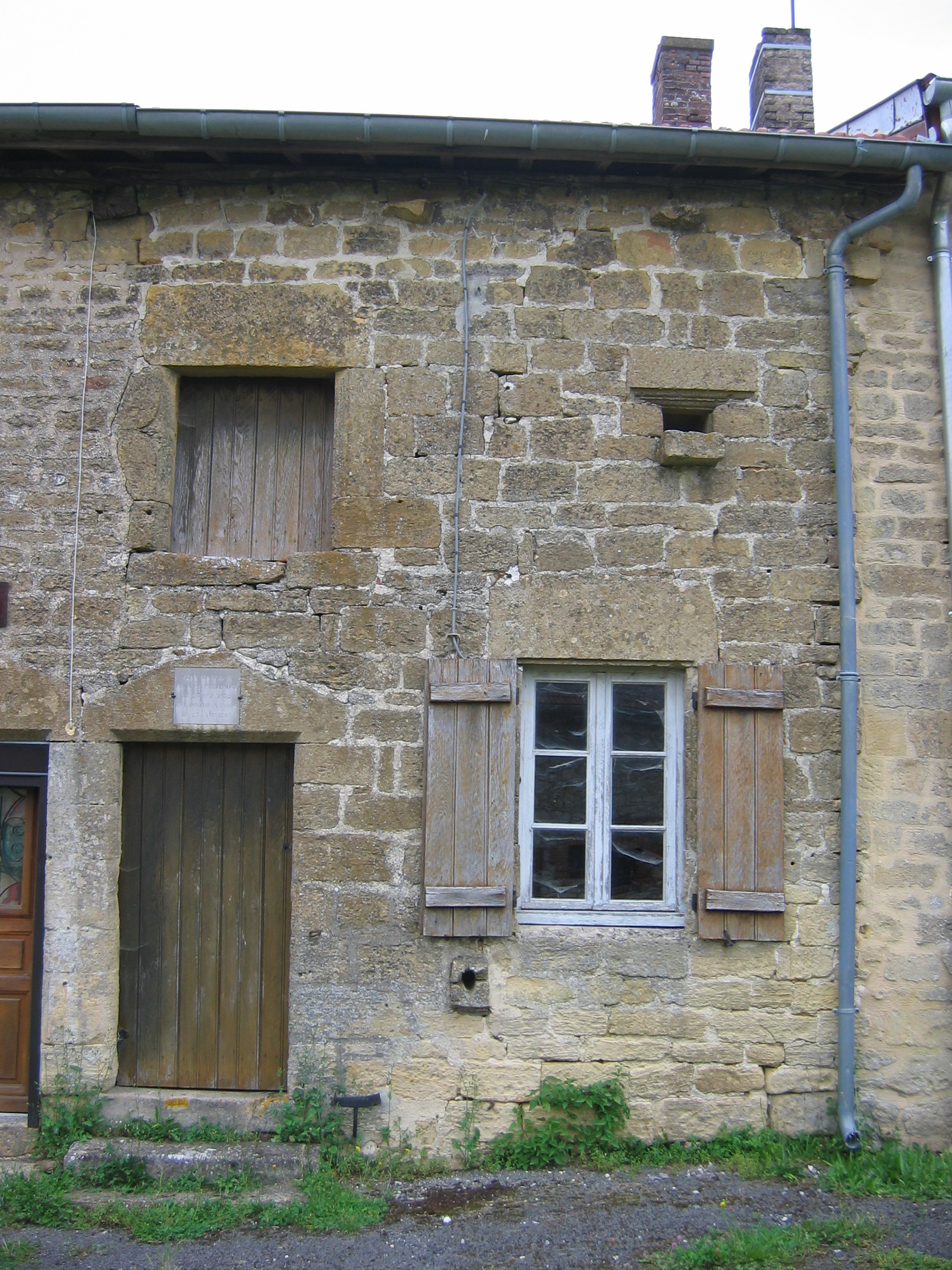
Geboortehuis van Jean Mabillon

## Biografie
Jean Mabillon werd geboren op 23 november 1632 in Saint-Pierremont in de Argonne in Frankrijk; een streek in de Champagne. Hij was het vijfde kind van Estienne Mabillon en Jeanne Guérin, een afstammelinge via moeders zijde van de heren van Pierremont. Zijn vader was een boer en zou 104 jaar oud worden. Jean was een briljante leerling en werd op negenjarige leeftijd naar zijn oom Jean Mabillon gestuurd, toen parochiepriester in Neuville-Day, van wie hij een basisopleiding kreeg en de nodige fondsen om hem toe te laten zijn studies verder te zetten.
In 1644 werd hij naar het Collège des Bons Enfants in Reims (zowel middelbaar als universitair onderwijs) gestuurd om zijn studies verder te zetten, hij was toen 12 jaar oud. Hij verbleef bij Clément Boucher, een kanunnik aan de kathedraal en commendatair abt van de abdij van Thenailles, half als leerling half als dienaar. In 1650 ging hij naar het diocesaan seminarie voor een priesteropleiding, maar verliet het seminarie in 1653 uit onvrede met het schandalig gedrag en dood van de oom die zijn weg had uitgestippeld. Hij wou geen seculair priester meer worden maar postuleerde bij de orde van de mauristen en trad een maand later in als novice in de abdij van Saint Rémi in Reims. Op 6 september 1654 legde hij zijn geloften af. Hij werd al heel snel belast met de opleiding van  de novices maar werd erg ziek en zijn oversten stuurden hem in 1656 eerst naar de abdij van Nogent en in juli 1658 naar de abdij van Corbie. Hij was er portier, depositarius en cellarius en kreeg de gelegenheid oude documenten te bestuderen in de rijke bibliotheek. Hier legde hij de basis van zijn methode voor het kritisch gebruiken van oude documenten bij het historisch onderzoek en bestudeerde het werk van een van zijn voorgangers op dit terrein Guibert de Nogent. In 1660 ging hij naar Amiens en in 1663 wanneer zijn gezondheid volledig hersteld was werd hij overgeplaatst naar de Abdij van Saint-Denis, waar hij schatbewaarder werd. Zijn oversten waren zich zeer bewust van zijn grote intellectuele gaven en op basis daarvan werd hij een jaar later overgeplaatst naar de abdij van Saint-Germain-des-Prés in Parijs op vraag van Dom d'Achéry. Daar zou hij de rest van zijn leven doorbrengen. Hij overleed er op 27 december 1707 en werd bijgezet in de kerk van de abdij van Saint-Germain-des-Prés.

## Saint-Germain-des-Prés
Luc d'Achery was de bibliothecaris in Saint-Germain-des-Prés en elke week, op zondag na de vespers, kwam een groep geleerden bijeen waarin Mabillon spoedig werd opgenomen. Zo maakte hij kennis met historici zoals Charles du Fresne, Sieur du Cange, Étienne Baluze, d'Herbelot, Cotelier, Renaudot, Fleury, Lamy, Pagi, en Louis-Sébastien Le Nain de Tillemont.

### De Acta Sanctorum
Dom d'Achery had Mabillon gevraagd hem te helpen met zijn groot project over de levens van de benedictijner heiligen en het eerste werk dat Mabillon aanvatte was een uitgave van de werken van Sint Bernardus. De editie hiervan was begonnen door Dom Claude Chantelou, maar die overleed kort nadat Mabillon in dienst kwam van d'Achery. Mabillon nam dit terug ter hand en publiceerde het magistrale werk drie jaar later. Ondertussen werkte hij samen met d'Achery verder aan het ordenen van het materiaal dat die al verzameld had en het eerste volume van de "Acta Sanctorum, Ordinis Sancti Benedicti" werd gepubliceerd in 1668, het tweede volume volgde in 1669. Volume 8 en 9 (6e boek) worden in 1701 gedrukt bij Charles Robustel in Parijs en bij zijn dood in 1707 was het 7e boek nagenoeg klaar. Pas in 1723 werd een contract gesloten voor het drukken ervan met François Montalant, maar het drukken ging niet door. Ook Dom Edmond Martène ondernam nog een poging in 1739 maar hij stierf dat jaar op 20 juni en de afwerking van de Acta Sanctorum werd definitief stopgezet. Oorspronkelijk waren er negen boeken gepland, een per eeuw vanaf de stichting van de orde  in de zesde eeuw.

### De re diplomatica
In april 1675 had Daniël van Papenbroeck een Vlaamse jezuïet en bollandist een Propylaeum Antiquarium geschreven, een poging om regels op te stellen om valse en echte aktes en documenten van elkaar te onderscheiden. Als voorbeeld van valse documenten had hij een aantal charters van de abdij van Saint-Denis in Parijs opgegeven. Mabillon kreeg hierop van zijn oversten de opdracht om de correctheid van die benedictijnse documenten te verdedigen. Hij publiceerde zijn magistrale verdediging in 1681 met  zijn De re diplomatica libri sex. In dit werk zet Mabillon de methodes uiteen voor de datering het kritisch interpreteren en de controle op de authenticiteit van geschreven teksten uit de middeleeuwen. Mabillon legde met zijn werk de basis voor een nieuwe wetenschappelijke discipline: de oorkondeleer. Een van zijn vroegste supporters was Daniël van Papenbroeck. Terzijde zij opgemerkt dat Mabillon het werk niet volledig zelf schreef, bijna het gehele vierde boek was van de hand van Dom Michel Germain, zijn medewerker en reisgenoot op zijn grote Italiëreis. Maar ook Claude Estiennot de la Serre (1639-1699), Antoine de Vion de Gaillon, Seigneur ďHérouval (c. 1603-1689), Étienne Baluze (1630-1718), en Antonio Magliabechi (1633-1714) namen in meerdere of mindere mate deel aan dit werk.
In 1703 publiceerde een groep jezuïeten onder leiding van P. Germon een poging om de methodes van Mabillon gepubliceerd in het De re diplomatica te weerleggen. Mabillon schreef hierop een Supplementum waarin hij zijn eerdere argumentatie over de Merovingische oorkondes verdiepte en illustreerde.

### Reizen
In 1672 had Mabillon al een reis door Vlaanderen ondernomen om documenten voor zijn werk op te zoeken en de neerslag van die reis publiceerde hij in 1675 in het eerste volume van zijn Vetera Analecta, maar het echte reizen zou pas beginnen  toen zijn faam als historicus en oorkondespecialist was gevestigd door de publicatie van de De re diplomatica. Colbert, de minister van financiën van Lodewijk XIV, bood hem een jaarrente aan van 2000 livres, maar Mabillon wees dit af en vroeg in de plaats Colberts patronage voor zijn klooster. Jean Mabillon was de grote deskundige geworden op het gebied van de oorkonden en werd in 1682 naar Bourgondië gestuurd om een aantal oude documenten in verband met het koningshuis te onderzoeken. In 1683 reisde hij naar Zwitserland en Duitsland met Dom Michel Germain op een expeditie betaald door de koning om documenten over de kerkgeschiedenis en de geschiedenis van Frankrijk te onderzoeken. Colbert stierf terwijl Mabillon in het buitenland verbleef, maar zijn opvolger Le Tellier was ook een bewonderaar van Mabillon en zorgde ervoor dat die van de koning de opdracht kreeg om de bijzonderste bibliotheken van Italië te bezoeken om manuscripten aan te kopen voor de koninklijke bibliotheek. Mabillon en zijn medebroeder Michel Germain bezochten Lyon, Turijn, Milaan, Venetië, Padua, Ravenna, Rome, Napels, Monte Cassino, Subiaco en Florence en keerden terug met meer dan 3000 manuscripten. Een verslag van wat ze tijdens hun reis gezien hadden publiceerden ze in: Jean Mabillon - Michel Germain, Museum italicum, seu collectio veterum scriptorum ex bibliothecis italicis, het eerste deel in 1687 het tweede in 1689.

## Publicaties

Annales Ordinis Sancti Benedicti, 1739